# Masters de Indian Wells 2019
El BNP Paribas Open 2019 fue un torneo de tenis ATP World Tour Masters 1000 en su rama masculina y WTA Premier Mandatory en la femenina. Se disputó en las canchas duras del complejo Indian Wells Tennis Garden, Indian Wells (Estados Unidos), entre el 6 y el 17 de marzo.

## Puntos y premios en efectivo

### Distribución de puntos
| Evento                  | G    | F   | SF  | CF  | R16 | R32 | R64 | R128 | C  | C2 | C1 |
| Individuales masculinos | 1000 | 600 | 360 | 180 | 90  | 45  | 25  | 10   | 16 | 8  | 0  |
| Dobles masculinos       | 1000 | 600 | 360 | 180 | 90  | 0   | 0   | —    | —  | —  | —  |
| Individuales femeninos  | 1000 | 650 | 390 | 215 | 120 | 65  | 35  | 10   | 30 | 20 | 2  |
| Dobles femeninos        | 1000 | 650 | 390 | 215 | 120 | 10  | 5   | —    | —  | —  | —  |

### Premios en efectivo
| Evento                  | G           | F         | SF        | CF        | R16      | R32      | R64      | R128     | C2     | C1     |
| Individuales masculinos | $ 1 340 860 | $ 654 860 | $ 327 965 | $ 167 195 | $ 88 135 | $ 47 170 | $ 25 465 | $ 15 610 | $ 4650 | $ 2380 |
| Individuales femeninos  | $ 1 340 860 | $ 654 860 | $ 327 965 | $ 167 195 | $ 88 135 | $ 47 170 | $ 25 465 | $ 15 610 | $ 4650 | $ 2380 |
| Dobles masculinos       | $ 439 350   | $ 214 410 | $ 107 470 | $ 54 760  | $ 28 880 | $ 15 460 | —        | —        | —      | —      |
| Dobles femeninos        | $ 439 350   | $ 214 410 | $ 107 470 | $ 54 760  | $ 28 880 | $ 15 460 | —        | —        | —      | —      |

## Cabezas de serie

### Individuales masculino
| N.º | Rank. | Tenista              | Puntos | Puntos por defender | Puntos ganados | Nuevos puntos | Ronda hasta la que avanzó en el torneo                |
| 1   | 1     | Novak Djokovic       | 10955  | 10                  | 45             | 10990         | Tercera ronda, perdió ante Philipp Kohlschreiber      |
| 2   | 2     | Rafael Nadal         | 8365   | 0                   | 360            | 8725          | Semifinales, se retiró ante Roger Federer [2]         |
| 3   | 3     | Alexander Zverev     | 6595   | 10                  | 45             | 6630          | Tercera ronda, perdió ante Jan-Lennard Struff         |
| 4   | 4     | Roger Federer        | 4600   | 600                 | 600            | 4600          | Final, perdió ante Dominic Thiem [7]                  |
| 5   | 6     | Kevin Anderson       | 4295   | 180                 | 0              | 4115          | Baja por lesión antes de la primera ronda.            |
| 6   | 7     | Kei Nishikori        | 4190   | 0                   | 45             | 4235          | Tercera ronda, perdió ante Hubert Hurkacz             |
| 7   | 8     | Dominic Thiem        | 3800   | 45                  | 1000           | 4755          | Campeón, venció a Roger Federer [4]                   |
| 8   | 9     | John Isner           | 3405   | 10                  | 90             | 3485          | Cuarta ronda, perdió ante Karen Jachanov [12]         |
| 9   | 10    | Stefanos Tsitsipas   | 3175   | 25                  | 10             | 3160          | Segunda ronda, perdió ante Félix Auger-Aliassime [WC] |
| 10  | 11    | Marin Čilić          | 3095   | 45                  | 45             | 3095          | Tercera ronda, perdió ante Denis Shapovalov [24]      |
| 11  | 12    | Borna Ćorić          | 2695   | 360                 | 10             | 2345          | Segunda ronda, perdió ante Ivo Karlović               |
| 12  | 13    | Karen Jachanov       | 2675   | 10                  | 180            | 2845          | Cuartos de final, perdió ante Rafael Nadal [2]        |
| 13  | 14    | Milos Raonic         | 2275   | 360                 | 360            | 2275          | Semifinales, perdió ante Dominic Thiem [7]            |
| 14  | 15    | Daniil Medvédev      | 2230   | 45                  | 45             | 2205          | Tercera ronda, perdió ante Filip Krajinović [Q]       |
| 15  | 16    | Marco Cecchinato     | 2091   | 80                  | 10             | 2021          | Segunda ronda, perdió ante Albert Ramos               |
| 16  | 17    | Fabio Fognini        | 1885   | 10                  | 10             | 1885          | Segunda ronda, perdió ante Radu Albot [Q]             |
| 17  | 18    | Nikoloz Basilashvili | 1865   | 10                  | 10             | 1865          | Segunda ronda, perdió ante Prajnesh Gunneswaran [Q]   |
| 18  | 19    | Gaël Monfils         | 1740   | 45                  | 180            | 1875          | Cuartos de final, se retiró ante Dominic Thiem [7]    |
| 19  | 20    | Pablo Carreño        | 1705   | 90                  | 0              | 1615          | Baja por lesión antes de la primera ronda.            |
| 20  | 21    | David Goffin         | 1650   | 0                   | 10             | 1660          | Segunda ronda, perdió ante Filip Krajinović [Q]       |
| 21  | 22    | Roberto Bautista     | 1545   | 45                  | 10             | 1510          | Segunda ronda, perdió ante Yoshihito Nishioka         |
| 22  | 23    | Kyle Edmund          | 1520   | 10                  | 90             | 1600          | Cuarta ronda, perdió ante Roger Federer [4]           |
| 23  | 24    | Álex de Miñaur       | 1508   | 25                  | 10             | 1493          | Segunda ronda, perdió ante Marcos Giron [Q]           |
| 24  | 25    | Denis Shapovalov     | 1485   | 25                  | 90             | 1550          | Cuarta ronda, perdió ante Hubert Hurkacz              |
| 25  | 26    | Diego Schwartzman    | 1485   | 10                  | 45             | 1520          | Tercera ronda, perdió ante Rafael Nadal [2]           |
| 26  | 28    | Grigor Dimitrov      | 1310   | 10                  | 0              | 1300          | Baja por lesión antes de la primera ronda.            |
| 27  | 29    | Gilles Simon         | 1305   | 10                  | 45             | 1340          | Tercera ronda, perdió ante Dominic Thiem [7]          |
| 28  | 30    | Lucas Pouille        | 1265   | 10                  | 10             | 1265          | Segunda ronda, perdió ante Hubert Hurkacz             |
| 29  | 31    | Nick Kyrgios         | 1250   | 0                   | 10             | 1260          | Segunda ronda, perdió ante Philipp Kohlschreiber      |
| 30  | 32    | Márton Fucsovics     | 1220   | 25                  | 10             | 1205          | Segunda ronda, perdió ante Stan Wawrinka              |
| 31  | 33    | Laslo Djere          | 1211   | 10                  | 45             | 1246          | Tercera ronda, perdió ante Miomir Kecmanović [LL]     |
| 32  | 34    | Guido Pella          | 1205   | 10                  | 45             | 1240          | Tercera ronda, perdió ante John Isner [8]             |

- Ranking del 4 de marzo de 2019.[3]

#### Bajas masculinas
| Rank. | Tenista               | Puntos antes | Puntos por defender | Puntos ganados | Puntos después | Motivo              |
| ----- | --------------------- | ------------ | ------------------- | -------------- | -------------- | ------------------- |
| 5     | Juan Martín del Potro | 4585         | 1000                | 0              | 3585           | Lesión de rodilla   |
| 6     | Kevin Anderson        | 4295         | 180                 | 0              | 4115           | Lesión de codo      |
| 20    | Pablo Carreño         | 1705         | 90                  | 0              | 1615           | Lesión de antebrazo |
| 27    | Richard Gasquet       | 1340         | 0                   | 0              | 1340           | Lesión de ingle     |
| 28    | Grigor Dimitrov       | 1310         | 10                  | 0              | 1300           | Lesión de hombro    |

### Dobles masculino
| Tenistas                            | Ranking | Preclasificado |
| Pierre-Hugues Herbert Nicolas Mahut | 7       | 1              |
| Jamie Murray Bruno Soares           | 11      | 2              |
| Oliver Marach Mate Pavić            | 16      | 3              |
| Bob Bryan Mike Bryan                | 18      | 4              |
| Juan Sebastián Cabal Robert Farah   | 20      | 5              |
| Łukasz Kubot Marcelo Melo           | 20      | 6              |
| Raven Klaasen Michael Venus         | 26      | 7              |
| Henri Kontinen John Peers           | 34      | 8              |

### Individuales femenino
| N.º | Rank. | Tenista                   | Puntos | Puntos por defender | Puntos ganados | Nuevos puntos | Ronda hasta la que avanzó en el torneo               |
| 1   | 1     | Naomi Osaka               | 6871   | 1000                | 120            | 5991          | Cuarta ronda, perdió ante Belinda Bencic [23]        |
| 2   | 2     | Simona Halep              | 5727   | 390                 | 120            | 5457          | Cuarta ronda, perdió ante Markéta Vondroušová        |
| 3   | 3     | Petra Kvitová             | 5605   | 65                  | 10             | 5550          | Segunda ronda, perdió ante Venus Williams            |
| 4   | 4     | Sloane Stephens           | 5277   | 65                  | 10             | 5222          | Segunda ronda, perdió ante Stefanie Vögele [Q]       |
| 5   | 5     | Karolína Plíšková         | 5145   | 215                 | 215            | 5145          | Cuartos de final, perdió ante Belinda Bencic [23]    |
| 6   | 6     | Elina Svitolina           | 4900   | 65                  | 390            | 5225          | Semifinales, perdió ante Bianca Andreescu [WC]       |
| 7   | 7     | Kiki Bertens              | 4885   | 10                  | 120            | 4995          | Cuarta ronda, perdió ante Garbiñe Muguruza [20]      |
| 8   | 8     | Angelique Kerber          | 4880   | 215                 | 650            | 5315          | Final, perdió ante Bianca Andreescu [WC]             |
| 9   | 9     | Aryna Sabalenka           | 3565   | 65                  | 120            | 3620          | Cuarta ronda, perdió ante Angelique Kerber [8]       |
| 10  | 10    | Serena Williams           | 3406   | 65                  | 65             | 3406          | Tercera ronda, se retiró ante Garbiñe Muguruza [20]  |
| 11  | 11    | Anastasija Sevastova      | 3325   | 120                 | 65             | 3270          | Tercera ronda, se retiró ante Anett Kontaveit [21]   |
| 12  | 12    | Ashleigh Barty            | 3285   | 10                  | 120            | 3395          | Cuarta ronda, perdió ante Elina Svitolina [6]        |
| 13  | 13    | Caroline Wozniacki        | 3118   | 120                 | 10             | 3008          | Segunda ronda, perdió ante Ekaterina Alexandrova     |
| 14  | 14    | Daria Kasátkina           | 2985   | 650                 | 10             | 2345          | Segunda ronda, perdió ante Markéta Vondroušová       |
| 15  | 15    | Julia Goerges             | 2780   | 65                  | 65             | 2780          | Tercera ronda, perdió ante Mona Barthel              |
| 16  | 16    | Elise Mertens             | 2745   | 10                  | 65             | 2800          | Tercera ronda, perdió ante Qiang Wang [18]           |
| 17  | 17    | Madison Keys              | 2726   | 10                  | 10             | 2726          | Segunda ronda, perdió ante Mona Barthel              |
| 18  | 18    | Qiang Wang                | 2607   | 120                 | 120            | 2607          | Cuarta ronda, perdió ante Bianca Andreescu [WC]      |
| 19  | 19    | Caroline Garcia           | 2460   | 120                 | 10             | 2350          | Segunda ronda, perdió ante Jennifer Brady [WC]       |
| 20  | 20    | Garbiñe Muguruza          | 2430   | 10                  | 215            | 2635          | Cuartos de final, perdió ante Bianca Andreescu [WC]  |
| 21  | 21    | Anett Kontaveit           | 2355   | 10                  | 120            | 2465          | Cuarta ronda, perdió ante Karolína Plíšková [5]      |
| 22  | 22    | Jeļena Ostapenko          | 2251   | 65                  | 65             | 2251          | Tercera ronda, perdió ante Markéta Vondroušová       |
| 23  | 23    | Belinda Bencic            | 2065   | 35                  | 390            | 2420          | Semifinales, perdió ante Angelique Kerber [8]        |
| 24  | 28    | Lesia Tsurenko            | 1751   | 10                  | 65             | 1806          | Tercera ronda, perdió ante Aryna Sabalenka [9]       |
| 25  | 25    | Danielle Collins          | 1906   | 120                 | 65             | 1851          | Tercera ronda, perdió ante Naomi Osaka [1]           |
| 26  | 24    | Carla Suárez              | 1923   | 215                 | 10             | 1718          | Segunda ronda, perdió ante Natalia Vikhlyantseva [Q] |
| 27  | 27    | Su-Wei Hsieh              | 1865   | 65                  | 10             | 1810          | Segunda ronda, perdió ante Johanna Konta             |
| 28  | 26    | Donna Vekić               | 1875   | 10                  | 10             | 1875          | Segunda ronda, perdió ante Ysaline Bonaventure [Q]   |
| 29  | 31    | Mihaela Buzărnescu        | 1650   | 10                  | 10             | 1650          | Segunda ronda, perdió ante Daria Gavrilova           |
| 30  | 32    | Anastasiya Pavliuchenkova | 1565   | 10                  | 10             | 1565          | Segunda ronda, perdió ante Christina McHale [Q]      |
| 31  | 33    | Aliaksandra Sasnovich     | 1550   | 65                  | 10             | 1495          | Segunda ronda, perdió ante Kateryna Kozlova [Q]      |
| 32  | 34    | Dominika Cibulková        | 1502   | 10                  | 10             | 1502          | Segunda ronda, perdió ante Bianca Andreescu [WC]     |

- Ranking del 4 de marzo de 2019.[8]

#### Bajas femeninas
| Rank. | Tenista         | Puntos antes | Puntos por defender | Puntos ganados | Puntos después | Motivo           |
| ----- | --------------- | ------------ | ------------------- | -------------- | -------------- | ---------------- |
| 29    | Maria Sharapova | 1716         | 10                  | 0              | 1706           | Lesión de hombro |
| 30    | Camila Giorgi   | 1705         | 0                   | 0              | 1705           | Lesión de muñeca |

### Dobles femenino
| Tenista                               | Ranking | Preclasificada |
| Barbora Krejčíková Kateřina Siniaková | 3       | 1              |
| Tímea Babos Kristina Mladenovic       | 8       | 2              |
| Su-Wei Hsieh Barbora Strýcová         | 20      | 3              |
| Nicole Melichar Květa Peschke         | 22      | 4              |
| Gabriela Dabrowski Xu Yifan           | 30      | 5              |
| Samantha Stosur Shuai Zhang           | 35      | 6              |
| Andreja Klepač María José Martínez    | 38      | 7              |
| Hao-Ching Chan Yung-Jan Chan          | 39      | 8              |

## Campeones

### Individual masculino
Dominic Thiem venció a  Roger Federer por 3-6, 6-3, 7-5

### Individual femenino
Bianca Andreescu venció a  Angelique Kerber por 6-4, 3-6, 6-4

### Dobles masculino
Nikola Mektić /  Horacio Zeballos vencieron a  Łukasz Kubot /  Marcelo Melo
por 4-6, 6-4, [10-3]

### Dobles femenino
Elise Mertens /  Aryna Sabalenka vencieron a  Barbora Krejčíková /  Kateřina Siniaková por 6-3, 6-2